# Assyrische Nationalfrage
Die Nationalfrage der Assyrer bezeichnet die politische Frage der Assyrer als einer mesopotamischen nationalen Volksgruppe.

## Geschichte
Die nationale Frage des indigenen Volkes Mesopotamiens durchlief in ihrer Entwicklung mehrere Phasen:
1. Die Phase der Entstehung der modernen nationalen Gedanken und der Entwicklung eines neuen Nationalgefühles im Osmanischen Reich des 19. Jahrhunderts. Es kristallisierte sich eine Nationalbewegung im Rahmen pan-mesopotamistischer Vorstellungen heraus.
2. Die Phase der Jahre vor dem Ersten Weltkrieg bis zur Gründung der neuen Nationalstaaten des Nahen Ostens (vgl. Friedensvertrag von Sèvres). Zu dieser Zeit bildeten sich nationale Ziele zur Durchsetzung von Unabhängigkeit und zur Abwehr eines gefürchteten Genozids.
3. Die Phase von 1919 bis zum Kuwaitkrieg 1990.
4. Die Phase seit dem Kuwaitkrieg.

In der ersten Phase wurde die Basis für die Verwirklichung eines nationalen Konzeptes für die syrischen Christen geschaffen. Das Erwecken eines konfessionsunabhängigen Nationalbewusstseins spielte eine große Rolle. Im Mittelpunkt stand die Auffassung vom syrischen Christentum und von dessen besonderem Glaubensbekenntnis. Doch auch die Ursprungsheimat Mesopotamien als der historischen Heimat aller Syrischen Christen (Assyrer/Aramäer auch Chaldo-Assyrer genannt) wurde aufgegriffen. Ein mesopotamienbezogener Nationalismus bildete sich dabei über die Kircheninteressen hinweg. Sowohl im Nahen Osten als auch in der assyrischen Diaspora, besonders in den USA, festigte sich die Strömung. Ausgewanderte Vordenker wie Farid Nazha, Gabriel Ibrahim Some und Naum Faiq traten hervor.
In der zweiten Phase fand der Assyrismus keinerlei Berücksichtigung bei der Neubildung der Staaten. Die Ideen gingen vom sozialen, kulturellen und politischen Feld der betroffenen Konfessionen zu einem gemeinsamen Volkstum über. Für die Nationalsache der Assyrer sollte die Existenz erhalten und eine gemeinsame Identität als ethnisch unabhängiges Volk in Mesopotamien gefunden werden. So wurde es zum innenpolitischen Problem des Osmanischen Reiches.
In der dritten Phase war die Verfolgung durch die irakische Diktatur zu befürchten. Dies spiegelte sich ab 1919 in der Forderung nach der Anerkennung des Völkermords an den Assyrern von 1915–18 wider. Es wurde die Rückkehr in die Heimat mit dem Wunsch nach einem eigenen Staat für einen bedeutenden Teil der Assyrer zur politischen Hoffnung. Die Entwicklung im Irak war nicht geeignet, einen eigenen Platz zu finden, und bestärkte die nationalistische Ausrichtung der Bewegung.
In der vierten Phase seit 1990 wurden die meisten politischen Organisationen der Assyrer und anderer syrisch-christlicher Denominationen neu gegründet. Aber ihren Funktionären fehlt oft die praktisch-politische Erfahrung, um politische Abkommen zu erzielen und Koalitionen mit anderen Kräften zu bilden. Sie vermeiden ihrer Schwäche wegen zumeist direkte politische Konfrontationen und suchen Kompromisse, um ihre Existenz auf diese Weise zu sichern.
2006 und 2007 wird vorrangig eine international anerkannte Sicherheitszone zum Schutz vor Gewalt, Verfolgung und Vertreibung gefordert. Ein wichtiger Aspekt der assyrischen Nationalfrage ist, die Menschenrechte zu erringen. Dafür wird eine assyrische Weltorganisation aus allen assyrischen Organisationen, kulturellen und kirchlichen Gruppen angestrebt, um die weltweit verstreut und vereinzelt tätigen Gruppierungen zu einer Kraft zusammenzufassen. Das Scheitern würde die assyrische Auswanderung aus Mesopotamien vermutlich bestärken, und langfristig würde die assyrische Nationwerdung abbrechen oder ganz unterbunden.